# Hydroglyphus pendjabensis
Hydroglyphus pendjabensis är en skalbaggsart som först beskrevs av Guignot 1954.  Hydroglyphus pendjabensis ingår i släktet Hydroglyphus och familjen dykare. Inga underarter finns listade i Catalogue of Life.